# 斯拉舍冰原島峰
74°27′S 99°6′W / 74.450°S 99.100°W
斯拉舍冰原島峰（英語：Slusher Nunatak），是南極洲的冰原島峰，位於埃爾斯沃思地，處於摩西山以北9公里，屬於哈德森山脈的一部分，根據美國海軍拍攝的空中照片繪入地圖，現時由南極條約體系管理。